# Aniselytron
Aniselytron is een geslacht uit de grassenfamilie (Poaceae). De soorten van dit geslacht komen voor in Oost-Azië.

## Soorten
Van het geslacht zijn de volgende twee soorten bekend:
- Aniselytron agrostoides
- Aniselytron treutleri